# Ragoli
Ragoli (Ràgoi in dialetto trentino) è una frazione di 425 abitanti del comune italiano di Tre Ville in provincia di Trento.
Fino al 31 dicembre 2015 Ragoli ha costituito un comune autonomo, che comprendeva, oltre al territorio adiacente al fiume Sarca (dove sorgono il centro, gli agglomerati di Bolzana, Baltram, Vigo e Favrio e le due piccole frazioni di Coltura e Pez), anche un'isola amministrativa di poco più estesa, a circa 30 km dal capoluogo, che includeva l'abitato di Palù, contiguo a Madonna di Campiglio. Il 1º gennaio 2016 il comune di Ragoli, che al momento del suo scioglimento contava 821 abitanti, è confluito nel nuovo ente formato dall'unione con Preore e Montagne.
Il paese è situato nel cuore delle Giudicarie centrali sulla sinistra orografica del fiume Sarca, ai piedi del Monte Irone e a pochi chilometri dal paese di Tione, nodo centrale della zona da dove si diramano le Valli Giudicarie, la Valle del Chiese e la Val Rendena. Insieme a Tione, Bolbeno, Breguzzo, Montagne, Preore e Zuclo forma la cosiddetta "Busa di Tione".
Ragoli è conosciuta soprattutto come zona di passaggio per raggiungere le più importanti località turistiche del territorio: la Val Rendena, la Valle del Chiese e le Terme di Comano.

## Storia
Le prime notizie storiche relative alle Giudicarie risalgono al III millennio a.C., quando alcune popolazioni salendo dalla pianura padana e seguendo l'agevole percorso della Valle del Chiese si insediarono in un territorio inabitato, caratterizzato da un clima particolarmente mite.
Reti e Celti abitarono le Valli Giudicarie nel periodo compreso tra il 600 a.C. e il 100 a.C., fino a che non fecero la loro comparsa i Romani: dagli Acta Triumphalia dell'anno 117 a.C. risulta infatti una spedizione vittoriosa del console
Quinto Mario che vede l'aggregazione degli abitanti del Garda, del Chiese e del Sarca alla tribù Fabia. 
I Romani lasciarono gli usi e costumi che le popolazioni di origine indigena si erano date introducendo gradualmente la religione pagana e la lingua latina.
Ai Romani si sostituirono i Longobardi, i quali nel 568 d.C. occuparono l'intera Italia settentrionale mantenendola in loro possesso per oltre due secoli.
Successivamente Carlo Magno, re dei Franchi, sconfisse i Longobardi, divenne Imperatore del Sacro Romano Impero e suddivise l'impero in province chiamate “marche”, “contee” o “principati” portando alla costituzione della “Marca Tridentina”.
Nasce in questo modo anche nelle valli Giudicarie il Feudalesimo.
La storia delle valli Giudicarie, e quindi anche quella della comunità di Ragoli, è strettamente legata a quella del Principato vescovile di Trento che durò dal 1027 al 1803.
L'avvento di Napoleone durante la campagna d'Italia del 1796 interruppe bruscamente l'armonia consolidata che era venuta a crearsi tra autorità e sudditi. 
La diretta conseguenza politica della sua venuta fu l'abolizione del principato vescovile di Trento, decretata di fatto nel novembre del 1796, quando l'Austria, durante una occupazione temporanea della città, avocò a sé il governo del Trentino, in forza dei diritti del principato detenuti dagli Asburgo, quali conti del Tirolo.
La soppressione formale del Vescovato avvenne a Parigi, il 26 dicembre 1802 e fu perfezionata a Ratisbona nel 1803. Il trattato di Vienna del 1815 confermò la cessione del Trentino all'Austria, che lo incorporò nella contea principesca del Tirolo abolendo la gestione autonoma delle comunità e istituendo su di esse il nuovo “Comune”. 
Per cent'anni dal 1815 al 1918, le Giudicarie, seguirono le vicende dell'impero austro-ungarico per poi essere annesse allo Stato italiano.

Vecchio stemma comunale

### Simboli
Lo stemma di Ragoli era stato riconosciuto con decreto del Capo del Governo in data 26 settembre 1929.
Il gonfalone, concesso con decreto del presidente della Repubblica del 12 maggio 1953, era un drappo di colore rosso, al palo di azzurro, riccamente ornato di ricami d'argento.

## Monumenti e luoghi d'interesse

### Architetture religiose
- Chiesa di San Faustino. La chiesa parrocchiale sorge in località "Baltram", al centro del paese. Nonostante la sua presenza sia documentata fin dal 1537, la sua forma attuale risale alla ricostruzione del 1766, del 1866 e ai successivi restauri degli anni 1909, 1947, 1971. È stata consacrata il 24 agosto 1837. La costruzione del campanile ebbe inizio nel 1814 e venne portata a termine solo nel 1860. Una gradinata sale, dalla strada che porta a Fevri, al sagrato che, sostenuto da possenti muraglioni in pietre lavorate e contornato da una cinta di granito, rende più maestoso tutto il complesso monumentale dell'opera. La facciata è in stile barocco, ornata da lesene terminanti in capitelli, da false nicchie in stucco e da un finestrone. Sopra il portale marmoreo si trovano una colomba (simbolo dello Spirito Santo) e un timpano. L'interno della Chiesa si presenta a navata unica, con quattro cappelle intercalate dalle due porte laterali sormontate da altrettanti pulpiti. Ai lati dell'ingresso principale sono presenti due acquasantiere in marmo nero di Ragoli e, a sinistra, una statua lignea policroma rappresentante San Giuseppe con bambino ed una scritta "La parrocchia riconoscente 1940-1945". L'altare maggiore è in marmo con elementi policromi quali le colonne tortili di ispirazione Berniniana. La volta, affrescata dal veronese Bartolomeo Zeni, è divisa in tre medaglioni. Sopra l'altare è raffigurata la Risurrezione di Cristo, nel centro dell'aula il miracolo della manna caduta nel deserto e sopra la porta di ingresso il miracolo di Elia profeta al tempo di Achab e Gezabele. Il presbiterio è ornato con le raffigurazioni degli Evangelisti. Sei statue sono poste in nicchie ad altezza di circa cinque metri da terra: due nella zona di raccordo tra l'abside e il resto della Chiesa (San Pietro e San Paolo), le altre quattro (evangelisti) nell'abside.
- Chiesa dei Santi Faustino e Giovita. La chiesa è la cappella cimiteriale di Ragoli ed è stata per secoli il principale centro religioso degli abitati di Preore, Montagne e Ragoli. La prima testimonianza documentaria che riguarda questo edificio risale al 1249, anche se la chiesetta è sicuramente più antica. Fu completamente ricostruita nel corso del Quattrocento; all'inizio del Cinquecento Cristoforo II Baschenis, un artista originario del bergamasco e appartenente ad una famiglia di artisti che lavorarono in diverse chiese delle Giudicarie, aiutato dal figlio Simone II Baschenis (1490-1555), decorò le volte all'interno e l'affresco che raffigura l'Annunciazione sulla facciata esterna. La vela a ridosso dell'arco santo contiene, al centro, il Cristo Pantocratore (Signore di tutte le cose) benedicente, affiancato da S. Giovanni Evangelista e da S. Girolamo. Le altre vele sono decorate dalle immagini dei restanti evangelisti (San Matteo, San Marco, san Luca) e dagli altri tre padri della chiesa, gli esegeti Agostino, Gregorio e Ambrogio. Tutta la volta è arricchita da fasce decorative con griffi, aquile grottesche, fiori stilizzati e, in alto, da tre coppie di angeli musicanti. All'interno della Chiesa si trova anche quello che rimane di un importante altare ligneo realizzato nel terzo decennio del Cinquecento da Maffeo e Andrea Olivieri.
- Chiesa di Santo Stefano. Sorge a Cerana, piccolo villaggio spopolato dalla peste del Seicento vicino all'abitato di Ragoli. Risale al 1724.Presenta una struttura molto semplice: nel prospetto esterno, protetto da un tetto a due falde, è inserito un portale dal profilo rettangolare, affiancato da due piccole finestre in ferro battuto. Sopra la porta d'ingresso è presente l'iscrizione relativa all'anno di costruzione ed una finestra a lunetta. L'interno è costituito da una navata unica a pianta rettangolare coperta da volta a botte e illuminata da tre grandi finestre a mezzaluna. Al centro del presbiterio si trova un piccolo altare. L'abside contiene una pala d'altare raffigurante nella parte inferiore il martirio di Santo Stefano, e, in quella superiore, la Madonna accompagnata da San Pietro e Sant'Antonio di Padova.

## Società

### Evoluzione demografica
Abitanti censiti; per gli ultimi censimenti si evidenzia in blu la popolazione residente nel centro abitato di Ragoli, in verde quella residente nei vecchi confini comunali.

### Etnie e minoranze straniere
Secondo i dati ISTAT nel 2011 la popolazione straniera residente era di 22 persone.

## Economia

### Artigianato
Per quanto riguarda l'artigianato, è importante la produzione di mobili e di oggetti in legno, impreziositi da pregevoli decorazioni artistiche raffiguranti temi tipici locali.

## Amministrazione

### Gemellaggi
Dal 2005 Ragoli è gemellato con Taliándörögd, piccolo paese ungherese situato a nord del lago Balaton.